# 5-й километр (платформа, Вещевское направление)
5 километр — ликвидированный остановочный пункт на линии Выборг — Вещево в Ленинградской области.

## История
В 1926—1928 годах была построена железная дорога из Выборга в Эуряпяя. В ходе войн 1940-х годов линия была сильно разрушена и после войны восстановлена только наполовину — до станции Житково. В 1987—1988 на 5-м километре линии по инициативе дачников находящегося неподалёку садоводческого массива был построен остановочный пункт; строительство пассажирской платформы велось собственными силами дачников с разрешения руководства Октябрьской железной дороги. 1 апреля 2009 года пригородное движение на линии было отменено и платформа была заброшена, в 2012 году рельсовое полотно было разобрано.